# Comte AC-12 Moskito
Il Comte AC-12 Moskito fu un aereo da turismo, monomotore, monoplano ad ala alta sviluppato dall'azienda aeronautica svizzera Alfred Comte, Schweizerische Flugzeugfabrik nei primi anni trenta del XX secolo.

## Storia del progetto

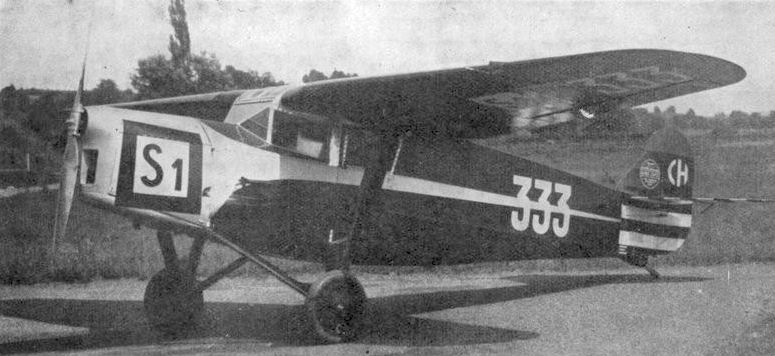
Un esemplare di Comte AC-12 Moskito apparso sulla rivista L'Aérophile nel settembre 1932.

Un esemplare di Comte AC-12 Moskito in volo.

Dal precedente Comte AC-4 Gentleman, la ditta svizzera Alfred Comte, Schweizerische Flugzeugfabrik avviò la progettazione di un nuovo aereo da trasporto e collegamento civile, dotato di cabina chiusa, che fu designato AC-12 Moskito. Il primo prototipo andò in volo per la prima volta nel 1931, e ne furono costruiti 8 esemplari.

## Descrizione tecnica
L'AC-12 era un monoplano, monomotore, di costruzione mista. La velatura, costruita in tubi d'acciaio e rivestita in compensato, era di tipo monoplana, con piano alare montato alto e a sbalzo sulla fusoliera, controventata per irrigidire e rinforzare la struttura grazie un'asta di controvento per lato. La fusoliera era a sezione rettangolare, realizzata con struttura metallica rivestita da tessuto, e terminava in un impennaggio classico monoderiva.
Il carrello d'atterraggio era un classico biciclo anteriore fisso, con elementi anteriori ruotati e ammortizzati montati su struttura anch'essa ammortizzata, integrato posteriormente con un pattino d'appoggio posizionato sotto l'impennaggio di coda. La cabina di pilotaggio conteneva il pilota, posizionato su un apposito sedile isolato, posto anteriormente ai due sedili per i passeggeri. I doppi comandi erano di serie, mente opzionali erano il riscaldamento e l'illuminazione della cabina. La propulsione era affidata a un motore in linea Argus As.8 erogante la potenza di 95 CV (71 kW), e azionante un'elica bipala. Potevano essere installati i più potenti de Havilland Gipsy III da 122 CV, e Armstrong Siddeley Genet Major da 142 CV. Con questi propulsori l'AC-12 saliva a 2 000 m in 15 minuti e a 4 000 m in 45 minuti.

## Impiego operativo
A partire dal 5 gennaio 1932 la compagnia aerea Swissair ne usò tre esemplari, CH-331 (HB-EKI), CH-332 (HB-OLU e CH-333 (HB-ETE), sulla rotta Zurigo-Dübendorf. L'esemplare CH-333 andò perso per incidente il 5 marzo 1936. Il 9 maggio dello stesso anno andò perduto un altro esemplare, che precipitò al suolo in un bosco tra la cantonale e i paesi di Certara e Bogno, causando la morte di tutti i passeggeri.

## Utilizzatori
Svizzera
- Swissair

### Annotazioni
1. ↑  Si trattava del pilota Hans Streuli di 27 anni di Zurigo, e dei due passeggeri Heinrich Brüniger di 34 anni, anch'egli di Zurigo e Max Cavelti di 26 anni, di Olten.

### Fonti
1. 1 2 3 4 5 6  Boroli, Boroli 1983, p. 134.
2. 1 2 3  Уголок неба.
3. 1 2  L'Aérophile n.IX, septembre 1932, p. 268.
4. 1 2  Swissair.
5. ↑  Corriere del Ticino.